# Dieunomia apacha
Dieunomia apacha är en biart som först beskrevs av Cresson 1868.  Dieunomia apacha ingår i släktet Dieunomia och familjen vägbin. Inga underarter finns listade i Catalogue of Life.